# Быково (Сокольский район)
Быково — деревня в Сокольском районе Вологодской области.
Входит в состав городского поселения город Кадников (с 1 января 2006 года по 30 мая 2013 года входила в сельское поселение Замошское), с точки зрения административно-территориального деления — в Замошский сельсовет.
Расстояние по автодороге до районного центра Сокола — 39 км, до центра муниципального образования Кадникова по прямой — 14 км. Ближайшие населённые пункты — Сенино, Телячье, Заберезничье, Малая Середка.

## Население
| 2010 |
| ---- |
| 0    |

По данным переписи в 2002 году постоянного населения не было.